# Dampier-Bunbury-Gaspipeline

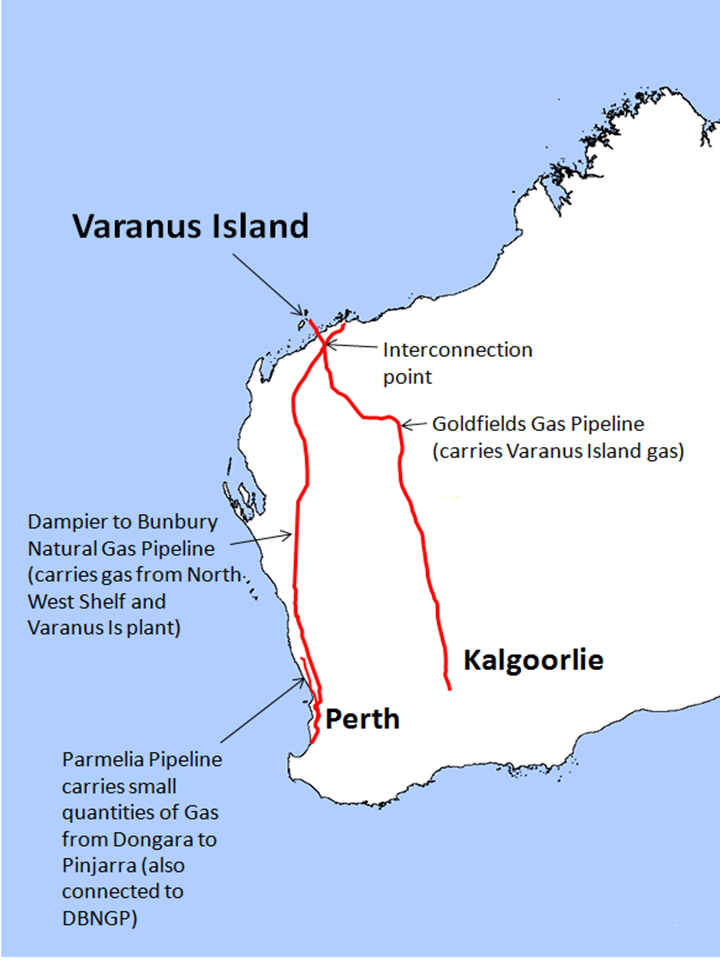
Lage der Dampier-Bunbury-Gaspipeline (links)

Die Dampier-Bunbury-Gaspipeline (englisch: Dampier to Bunbury Natural Gas Pipeline (DBNGP)) in Western Australia ist mit 1530 km Länge die längste Gaspipeline in Australien und eine der längsten der Welt. Mit einem Leitungsdurchmesser von 660 mm hat sie auch die größte Kapazität aller australischen Gaspipelines.
Die Pipeline reicht von der Withnell Bay an der Burrup-Halbinsel bei Dampier bis nach Bunbury im Südwesten von Western Australia. Sie liefert Flüssigerdgas aus dem North West Shelf. Etwa 135 Kilometer im Süden von Dampier mündet die Pipeline von Varanus Island in die DBNGP ein. 

## Geschichte
Als die West Australian Petroleum Pty Ltd 1975 das Erdgasvorkommen des North West Shelf entdeckte, entstand die Vorstellung mit der Dampier-Bunbury-Gaspipeline Western Australia mit Gas zu versorgen und 1979 wurde sie projektiert. Am 16. August 1984 floss das erste Gas durch die Leitungen. Sie war in Staatseigentum und wurde nach den liberalistischen Deregulierungsvorstellungen 1998 an die Epic Energy verkauft, ein Konsortium von US-amerikanischen Pipeline-Gesellschaften, die sie wiederum 2004 an Dampier Bunbury Pipeline LTD verkaufte. Diese setzt sich aus Gesellschaftsanteilen des D.U.E.T. (Diversified Utilities and Energy Trusts) mit (60 %-Anteil), der Alcoa (mit 20 %-Anteil) und Alinta (mit 20 %-Anteil) zusammen.

## Sonstiges
Die Kapazität der Pipeline betrug anfänglich 360 Terajoule (entspricht 11,52 Mio. m³ Erdgas) am Tag und wurde 1991 auf 450 Terajoule (entspricht 14,4 Mio. m³ Erdgas) ausgebaut.
Im Juni 2008 wurde die DBNGP dafür genutzt, um die Gaslieferungen nach Western Australia aufrechtzuerhalten, nachdem die Gasverflüssigungsanlagen auf Varanus Island durch eine Explosion und Brand monatelang ausgefallen waren, was zur Gaskrise in Western Australia führte. 
Die DBNGP führt am North West Coastal Highway entlang und quert sie am Yannrie River, östlich des Kennedy Range National Parks überwindet sie den Murchison River bei Mulla Mulla und wendet sich anschließend südlich, wobei sie die Midland Road östlich von Dongara quert.